# 1. operativno poveljstvo vojnega letalstva in zračne obrambe Slovenske vojske
1. operativno poveljstvo vojnega letalstva in zračne obrambe Slovenske vojske (kratica: 1. OPP VLZO) je bivše poveljstvo Slovenske vojske, ki je pokrivalo celotno področje Slovenije in poveljevalo vsem vojaškim formacijam/enotam, ki so skrbele za obrambo in suverenost slovenskega zračnega prostora; t.s. enote vojnega letalstva in zračne obrambe.

## Zgodovina
Januarja 2003 je bilo ukinjeno in posledično ustanovljeno Poveljstvo sil Slovenske vojske.

## Poveljstvo
Poveljnik
- brigadir Jože Konda (21. september 2001–?)
- brigadir Jožef Žunkovič (?–21. september 2001)

Namestnik poveljnika
- brigadir Rade Klisarič
- podpolkovnik Andrej Lipar (1999, 2000)

Načelnik štaba
- major Bojan Brecelj (2001)

## Organizacija
- poveljstvo
- 15. brigada vojnega letalstva Slovenske vojske
- 9. raketna brigada Slovenske vojske
- 16. bataljon za nadzor zračnega prostora Slovenske vojske
- 212. četa zvez Slovenske vojske